# 42e cérémonie des Razzie Awards
La 42e cérémonie des Golden Raspberry Awards, organisée par la Golden Raspberry Award Foundation, a eu lieu le 26 mars 2022  et récompense les pires films sortis en 2021.

## Palmarès

### Pire film
Diana (Diana the Musical) de Christopher Ashley
- Karen de Coke Daniels
- Infinite d'Antoine Fuqua
- Space Jam : Nouvelle Ère (Space Jam: A New Legacy) de Malcolm D. Lee
- La Femme à la fenêtre (The Woman in the Window ) de Joe Wright

### Pire actrice
Jeanna de Waal pour son rôle de Diana Spencer dans Diana
- Amy Adams pour son rôle du docteur Anna Fox dans La Femme à la fenêtre
- Megan Fox pour son rôle de Rebecca Lombardi dans La Proie (Midnight in the Switchgrass)
- Taryn Manning pour son rôle de Karen Drexler dans Karen
- Ruby Rose pour son rôle de Victoria dans Vanquish

### Pire acteur
LeBron James dans son propre rôle dans Space Jam : Nouvelle Ère
- Scott Eastwood pour son rôle de Dylan "D" Forrester dans Dangerous
- Roe Hartrampf pour son rôle de Charles de Galles dans Diana
- Ben Platt pour son rôle de Evan Hansen dans Cher Evan Hansen
- Mark Wahlberg pour son rôle de Evan McCauley / Heinrich Treadway dans Infinite

### Pire actrice dans un second rôle
Judy Kaye pour ses rôles de Élisabeth II et Barbara Cartland dans Diana
- Amy Adams pour son rôle de Cynthia Murphy dans Cher Evan Hansen
- Sophie Cookson pour son rôle de Nora Brightman dans Infinite
- Erin Davie pour son rôle de Camilla Shand dans Diana
- Taryn Manning pour son rôle de Maggie dans Every Last One of Them

### Pire acteur dans un second rôle
Jared Leto pour son rôle de Paolo Gucci dans House of Gucci
- Ben Affleck pour son rôle du comte Pierre II d'Alençon dans Le Dernier Duel
- Nick Cannon pour son rôle de Ringo dans Braquage en or (The Misfits)
- Mel Gibson pour son rôle du docteur Alderwood dans Dangerous
- Gareth Keegan pour son rôle de James Hewitt dans Diana

### Pire couple à l'écran
LeBron James et tout personnage de dessin animé Warner (ou produit Time-Warner) sur lequel il dribble dans Space Jam : Nouvelle Ère
- N'importe quel membre de la distribution et n'importe quel numéro musical chanté (ou chorégraphié) dans Diana
- Jared Leto et soit son visage en latex de 17 livres, ses vêtements geek ou son accent ridicule dans House of Gucci
- Ben Platt et tout autre personnage qui agit comme Platt en chantant 24 heures sur 24, 7 jours sur 7 dans Cher Evan Hansen
- Tom et Jerry (alias Itchy et Scratchy) dans Tom et Jerry

### Pire préquelle,remake, plagiat ou suite
Space Jam : Nouvelle Ère
- Karen (remake par inadvertance de Cruella)
- Tom et Jerry
- La Femme à la fenêtre (plagiat de Fenêtre sur cour)
- Twist (remake rap de Oliver Twist)

### Pire scénario
Diana - écrit par Joe DiPietro
- Karen - écrit par "Coke" Daniels
- Twist - écrit par Sally Collett, Martin Owen et John Wrathall
- La Femme à la fenêtre - écrit par Tracy Letts
- Braquage en or - écrit par Robert Henny et Kurt Wimmer

### Pire réalisateur
Christopher Ashley pour Diana
- Stephen Chbosky pour Cher Evan Hansen
- Coke Daniels pour Karen
- Renny Harlin pour Braquage en or (The Misfists)
- Joe Wright pour La Femme à la fenêtre

### Pire film avecBruce Willissorti en 2021
Les organisateurs de la cérémonie ont décerné un razzie à l'acteur Bruce Willis dans une catégorie spécifiquement créée pour lui. Ce prix a été ensuite annulé à la suite de l'annonce le 30 mars 2022 de sa retraite pour graves soucis de santé.
Le prix avait initialement été décerné à Cosmic Sin d'Edward John Drake. Les autres films nommés étaient :	
- American Siege d'Edward John Drake
- Apex d'Edward John Drake
- Deadlock de Jared Cohn
- Fortress de James Cullen Bressack
- La Proie (Midnight in the Switchgrass) de Randall Emmett
- Out of Death de Mike Burns
- Jeu de survie (Survive the Game) de James Cullen Bressack

### Prix spécial de la rédemption
Will Smith pour La Méthode Williams (King Richard)
- Jamie Dornan pour Belfast
- Nicolas Cage pour Pig

## Distinctions multiples

### Récompenses multiples
- 5 : Diana
- 3 : Space Jam : Nouvelle Ère

### Nominations multiples
- 9 : Diana
- 5 : Karen et La Femme à la fenêtre
- 4 : Cher Evan Hansen et Space Jam : Nouvelle Ère
- 3 : Braquage en or et Infinite
- 2 : Dangerous, House of Gucci, La Proie, Tom et Jerry et Twist